# Korn
Ez a lap az együttesről szól, ha az önmagukról elnevezett albumot szeretnéd megtekinteni, lásd: Korn (album).
A Korn (vagy KoRn, KoЯn, КоРн) egy amerikai nu metal zenekar, mely 1993-ban alakult a kaliforniai Bakersfieldben. Az ezredforduló egyik legjelentősebb, stílusteremtő rockbandája, a "hard rock és a metal megmentője". Kilenc egymást követő debütálása van a Billboard 200-on, több mint 19 millió albumot adott el az Amerikai Egyesült Államokban, és több mint 47 milliót világszerte. Hétszer jelölték Grammy-díjra, amiből kettőt elnyert, az elsőt a Freak on a Leash, a másodikat a Here to Stay nyerte meg a csapatnak.

## Története

### Korai évek, megalakulás
Brian Welch és Reginald Arvizu még a középiskolában ismerték meg egymást, barátságot kötöttek, és alapítottak egy együttest, aminek Pierct volt a neve. A Pierct rövid életű volt, de még akkor csatlakozott hozzájuk James Shaffer. Miután ez az együttes feloszlott, Arvizu és Shaffer folytatni akarták, utána pedig a 13 éves David Silveria csatlakozott hozzájuk, és megalapították az L.A.P.D.-t (Love And Peace Dude később Laughing As People Die), az énekes Richard Morall volt, aki később drogproblémái miatt kilépett. Emiatt ez az együttes is felbomlott, de a megmaradt 3 tag, Arvizu, Shaffer, Silveria nem akarták abbahagyni, így visszahívták Welchet, és egy új formációt alkottak, aminek Creep lett a neve.
1993 elején, az együttes észrevett egy énekest, Jonathan Davist, akit élőben láttak játszani egy este a saját együttesével, a Sexarttal. A Creep megkérte, hogy csatlakozzon hozzájuk. Davis nem szeretett volna csatlakozni, de miután elbeszélgettek, és kipróbálta, hogy milyen lenne az összhang az énekével, úgy döntött, hogy csatlakozik (ezt egy interjúban említette Davis, ami megtalálható a Who Then Now? DVD-n). Az együttes ezután le akarta cserélni a nevét Jon csatlakozása miatt. Davis a Cornt javasolta (egy hirtelen ötlet volt), ami mindenkinek tetszett. Ezután Jonathan szerzett Crayola zsírkrétákat, és megrajzolta a lógójukat gyerekes írásmódban, 'K'-t írtak a 'C' helyett és R 'helyett' fordított 'Я '-t (a corn szó magyarul kukoricát jelent). Az együttes három tagja felvett álnevet, a becenevüket, Welch a Headet, Arvizu a Fieldyt és Shaffer a Munkyt.

### Neidermeyer's Mind demó, Korn – az első sikerek (1993-1995)
Még abban az évben, áprilisban elkezdtek dolgozni Ross Robinson producerrel, aminek a Neidermeyer's Mind demó lett a gyümölcse, ami négy számot tartalmazott. Az együttesnek problémája volt kiadót találnia, a 90-es évek rock stílusirányzata miatt, ami főleg grunge volt. Sok próbálkozás után Paul Pontius az Immortal/Epic Recordstól hallotta az együttest egy nightclubban, le volt nyűgözve, és eldöntötte, hogy leszerződteti őket. Egy kiadóval és egy producerrel elkezdtek dolgozni az első, önmagukról elnevezett albumon.
Zeneileg az album az alternatív metal, grunge, a hiphop és funk keveréke volt, az utóbbi elemek körülölelték az együttes ritmusos megközelítését a zenéjükben. A Blind volt az első kislemez az albumról, amit kellő mennyiségben játszottak a rádióban, és a rá irányuló figyelem sem volt elhanyagolható. Október 11-én jelent meg az album, és az együttes szüntelenül turnézott, tv- és rádiótámogatás nélkül. Csak magukra számíthattak a heves élő előadásaikon, aminek köszönhetően nagy létszámú rajongótábort szereztek maguknak. A sok rajongónak sikerült elérnie, hogy a Korn felkerüljön a Billboard 200-ra, és 1996-ban, a 72. helyre felkerült az album, amelyen megtalálható az első olyan daluk, amelyet Grammy-díjra jelöltek: a Shoots and Ladders a „Legjobb metálelőadás” kategóriában. Az első nagy turnéjukon a Korn a Danzignak volt a nyitóegyüttese a Marilyn Manson mellett. 1995-ben másoknak is nyitott, mint például: Megadeth, 311, Fear Factory, Flotsam and Jetsam és KMFDM. Mindamellett az első olyan nagyobb turnéjukon, ami már nagyobb közönségnek szólt, Ozzy Osbourne-nak voltak a nyitóegyüttese a Deftones mellett. Miután kisebb együttesek előtt is játszott, mint például a Sugar Ray, Dimestore Hoods és Life of Argony, a Korn stúdióba vonult, hogy elkészítse a második stúdióalbumát.

### Life Is Peachy (1996-1997)
A Korn még egy lemez erejéig összeállt Ross Robinsonnal a Life Is Peachyhez, amit 1996. október 15-én adtak ki. Zeneileg nagyon hasonló volt az első albumhoz, de több volt a funk hatás benne, mint például "Porno Creep"-ben, és a "Swallow"-ban. Két feldolgozás található az albumon, a War együttes "Low Rider"-je Davis skótdudájával és Head énekével, és Ice Cube "Wicked"-je egy vendégénekessel, Chino Morenóval a Deftonesból. Hogy népszerűsítsék az új albumot, a Korn a Metallica nyitóegyüttese volt, és az interneten is terjesztették, ami akkor újdonság volt. A Life Is Peachyből több mint 106 000 db-t adtak el az első héten, és a harmadik helyen debütált a Billboard 200-on. Az első kislemez a No Place to Hide volt, ami megszerezte az együttesnek a második Grammy-díj-jelölést, a második az A.D.I.D.A.S., ami szintén jól szerepelt, és csak ehhez a számhoz készült klip az albumról. Az együttes növelte a népszerűségét a Lollapalooza zenei fesztiválon 1997-ben a Toollal együtt. Miután Munkynak agyhártyagyulladása volt, a Kornnak az évre muszáj volt abba hagynia a koncertezést. Még ugyanabban az évben összeálltak egy remixduóval, a Dust Brothersszel és elkészítették a Kick the P.A.-t, ami a Spawn – Az ivadék című filmben hallható. Jonathan Davis egyszer, az Alone I Play Tour alatt azt nyilatkozta, hogy a Kick the P.A.-t soha nem játszotta el a Kornnal koncerten.
1997 végén a Korn megalapította saját lemezkiadó cégét, az Elementree Recordsot. Az első aláíró a kiadóhoz a Videodrone volt, ami arról ismert, hogy az énekese, Ty Elam énekórákat adott Davisnek. Az Orgy is itt adatta ki az első albumát, a Candyasst (a Videodrone-t megelőzve), ami megszerezte az Elementreenek az első platinumminősítést. Az Orgy gitárosa, Ryan Shuck együtt zenélt Jon Davisszel a Sexartban, később Jon kilépése után pedig Ty Elammal. A következő években, a Korn leszerződtetett más előadókat is. mint például a rapper Marzt és Deadsyt.

### Follow the Leader – a legnagyobb sikerek (1998-1999)
A harmadik album kiadása előtt a Korn készített egy heti rendszerességgel megjelenő tv-műsort, aminek Korn TV volt a neve, bemutatta, hogyan készült a harmadik album, és sok ismert vendég jelent meg benne, mint például a pornószínész Ron Jeremy, Limp Bizkit, és a 311. A műsor lehetőséget adott a rajongóknak, hogy kérdéseket tegyenek fel az együttes tagjainak, amit az interneten is meg lehetett tenni, ezáltal a Korn az első volt az együttesek közt, aki az interneten kommunikált a rajongóival. A Korn 1998. augusztus 18-án adta ki a Follow the Leadert, amin sok vendégelőadó szerepelt, mint például Fred Durst a Limp Bizkitből, Ice Cube, Tre Hardson a Pharcyde-ból, és a színész Cheech Marin a rejtett számban (Earache My Eye-ban, amit ő írt még a Cheech & Chongban).
A Korn indított egy politikai kampányhoz hasonló turnét Észak-Amerikában, hogy népszerűsítsék a Follow the Leadert. Beszélgettek a rajongókkal válaszoltak nekik, autogramokat osztottak, és minden állomáson tartottak "rajongó"-konferenciákat. A "kampányturnét" Jim Rose szervezte.
Az album teljes siker volt, első helyen debütált a Billboardon, 268 000 példányt adtak el egy héten belül. Két fontos kislemez volt, a Got the Life és a Freak on a Leash, mindkét dalt széles körben hallgatták, és a dalok klipjeit kérték legtöbben az MTV Total Request Live című műsorában, és a Got the Life vonult vissza a legkorábban a show történetében (pozitív dolog), a Freak on a Leash pár hónappal később ugyanolyan sikereket ért el. A kislemezek (főleg a Freak on Leash) a Billboard-, Mainstream Rock- és Modern Rock-listákon is jól szerepeltek, az utóbbin több mint 27 hetet, többet mind az addigi Korn kislemezek.
A Freak on a Leash megnyerte a Kornnak az első Grammy-díjat a „Legjobb rövid változatú zenei klip” kategóriában és jelölték a „Legjobb metálelőadás” kategóriában. A klip kilenc jelölést ért el az MTV Video Music Awardson, amiből kettőt nyert meg, a "Legjobb rockklip" és a „Legjobb szerkesztést”. A Follow the Leader az együttes legsikeresebb albuma, Észak-Amerikában ötszörös platinalemez lett a RIAA szerint, és világszerte több mint 10 millió példányt adtak el belőle.
Még abban az évben elindították a Family Values Tourt, amit évente rendeztek meg később (bár voltak kisebb és nagyobb szünetek is köztük). A Kornnal itt sikeres együttesek léptek fel, mint pl. az Incubus, a Limp Bizkit, az Orgy, Ice Cube és a német iparimetál-együttes, a Rammstein. A turnéról kiadtak egy élő CD-t és DVD-t, amelyek arany- és platinaminősítést értek el. Az 1999-es turnén nem vett részt a Korn. A Limp Bizkit, a Primus, a Staind, a The Crystal Method, a Method Man & Redman, és Filter voltak a főbb előadók, de néhány állomáson a Korn is fellépett mint meglepetésvendég, és olyankor eljátszották a "Falling Away From Me"-t, ami megtalálható a negyedik albumokon, az Issueson.

### Issues (1999-2001)
A Korn negyedik albumának, az Issuesnak Brendan O'Brien volt a producere. 1999. november 16-án adták ki, a borítóját Alfredo Carlos készítette, aki megnyerte az MTV versenyét. Az Issuest olyan héten adták ki, amikor sok régóta várt albumot is. Egy napon jelent meg Dr. Dre 2001 című albumával, és megszerezte az első helyet a Billboardon, 573 000 példánnyal, letaszítva az élről Celine Dion válogatásalbumát, az "All the Way … A Decade of Song"-ot.
Hogy megünnepeljék a megjelenést, a Korn élőben eljátszotta az album összes számát a történelmi jelentőségű Apolló színházban, amit párhuzamosan több rádió is élőben közvetített. Ez az előadás a Kornt az első olyan rockegyüttessé tette, aki játszott az Apolló színházban, és a második olyan előadóvá, amelyiknek a tagjai túlnyomó része fehér volt (az 50-es évek utáni Buddy Holly után). Ezen a különleges eseményen részt vett a NYPD (New York-i rendőrség) dob- és skótduda-együttese (Richard Gibbs vezénylésével). Részt vett még a rendőrség énekkara mint háttérénekesek a dallamosabb részeknél.
Korábban még abban az évben a Korn megjelent a South Park egyik részében, A kalóz-kísértet rejtélyében, amiben először lehetett hallani a "Falling Away From Me"-t (a kislemezen található verziót). A Korn még két kislemezt adott ki az albumról, a Somebody Someone-t és a Make Me Badet, amelyek szintén jól szerepeltek a Billboardon. Mindhárom dalhoz készült klip, a Falling Away From Me klipjét Fred Durst rendezte, a másik kettőt Martin Weisz. Mindhárom klip szerepelt a Total Request Live-ban, de csak a Falling Away From Me és a Make Me Bad ért el nagyobb sikereket. Az Issuesban kevesebb a hiphopvonás, emiatt az album közelebb áll az alternatív metálhoz. Ez az első nem igazán nu metal album a Korntól. Háromszoros platinum lett, majdnem ugyanolyan sikereket elérve, mint a Follow the Leader.

### Untouchables (2002-2003)
2002. június 11-én, másfél év kemény és hosszú munka után a Korn ismét a média középpontjába került az ötödik albumával, az Untouchablesszel. A második helyen debütáltak a Billboardon 434 000 példánnyal. Az eladások csalódást okoztak, a korábbi négy albumhoz képest csak egyszeresen lett platinalemez. Az együttes az internetet okolta az alacsony eladásokért, mert egy be nem fejezett változat 3 hónappal korábban felkerült az internetre.
Egy nappal az album megjelenését megelőzően egy kornos műsor volt a Hammerstein Ballroomban, New Yorkban, amit meg lehetett tekinteni mozikban az USA-ban élőben. Az Untouchables elektronikus, szintetizátoros és olyan gitáreffekteket tartalmaz, amilyet az együttes soha nem használt azelőtt stúdióalbumon. A lemez teljesen más érzést vált ki a hallgatókból, mint a korábbiak, különösen az Alone I Break, a Hollow Life és a Hating, amelyek Jon Davis kedvenc Korn-számai.
Az album első két klipjét a Hughes Brothers-duó rendezte, akik A pokolból és a Veszélyes elemek című filmekről ismertek. Az első videóban, a Here to Stay-ben az együttes egy tv-ben játszik statikus háttérrel, és a világ különböző problémáiról vannak bevágva képek. Ez a dal megszerezte a Kornnak a második Grammy-díjat a "Legjobb metálteljesítmény" kategóriában, és a Billboard Modern Rock listáján ez a legsikeresebb Korn-kislemez. A második klip a Thoughtless, ami Jon Davis gyerekkorát idézi fel, akit mindig megvertek és erőszakoskodtak vele. A harmadik klipet, az Alone I Breaket Sean Dack rendezte, aki az MTV egyik versenyén nyerte ezt a tisztséget.

### Take a Look in the Mirror, Greatest Hits, Vol. 1 – Head távozása (2003-2005)
A következő albumot megelőzően, a Korn kiadott egy kislemezt, a Did My Time-ot 2003. július 22-én, amit a Lara Croft: Tomb Raider 2. – Az élet bölcsője című film népszerűsítéséhez használtak, de a külön kiadott filmzenei CD-n nem jelent meg a dal. Angelina Jolie megjelent a dalhoz készített klipben, amit Dave Meyers rendezett. A Korn ismét begyűjtött a Did My Time-mal egy Grammy-díj-jelölést a "Legjobb metálteljesítmény" kategóriában.
A Take a Look in the Mirror 2003. november 21-én jelent meg, kilencedik helyen debütált, ugyanazon okok miatt, ami miatt Untouchables is, egy héttel korábban az internetről le lehetett tölteni, emiatt pár nappal előrébb hozták a megjelenést. Az album visszatért a keményebb, durvább hangzáshoz, ami az Untouchables előtti albumokon volt jellemző. Ez az utolsó album, amelyiken az eredeti felállás szerepel, ez Head utolsó Korn stúdióalbuma.
Még 3 kislemezt adtak ki az albumhoz, de főleg a Right Now, és Y'All Want a Single volt sikeresebb. Előzőnek a klipjében rajzfilm-animációk vannak, a főszereplő megkínozza magát, a másodikban pedig a tagok egy lemezboltot vernek szét, és a zeneipart ócsárolják közben, és 89-szer hangzik el a 'suck' szó benne. A lemezen a Follow the Leader óta először szerepel rapper, a "Play Me"-ben Nas. Jonathan Davis a lemez kapcsán annyit mondott, hogy vannak emberek, akikkel nincs jóban, és pár számot nekik írt.
A Korn kiadta a válogatásalbumát, a Greatest hits, Vol. 1-t, ami a 4. helyen debütált a Billboardon több mint 129 000 eladott példánnyal. Az album az elmúlt 10 év legjobb dalait tartalmazza, és két olyan feldolgozást, amit még azelőtt nem lehetett hallani a Korntól, a Cameótól a Word Up!-ot, és a Pink Floydtól az Another Brick in the Wallt. Egy remix is található az albumon, a Freak on a Leashé, az együttes legsikeresebb daláé, ami bónuszszám. A speciális kiadású album tartalmazott egy DVD-t, aminek Korn: Live at CBGB volt a címe, és hét dalt tartalmazott a 2003. november 24-ei élő koncertjükről a CBGB-ben (egy zeneklub volt). Ekkortájt az együttes megjelent a Monk – Flúgos nyomozó egyik részében.
Mielőtt a Korn elkezdett volna dolgozni a következő albumán, Head bejelentette, hogy kiválik a csapatból, indoknak azt mondta, hogy ő Jézus Krisztust választotta a megváltójának, és a zenei tevékenységét a végnek szenteli. Sokan azt gondolták, hogy csak egy hoax, egy rossz poén, ami rosszul sült el. Head megkeresztelkedett a Jordán folyóban, és utána beszélt a hitéről, és a megtéréséről. Ez volt az első hivatalos felállásváltás az együttes történetében.

### See You on the Other Side, EMI/Virgin (2005-2006)
Miután a Kornnak lejárt a lemezszerződése a Sonyval (az Immortalnak és az Epicnek is a Sony tulajdonosa), az EMI-jal kötött szerződést, arról, hogy a Virgin Records (EMI leányvállalata) fogja kiadni a következő két lemezt. Az egyezség részeként a Virgin 25 millió dollárt fizetett a Kornnak a következő két album bevételéért cserébe, beleértve a turnékat és a lemezeladásokból bejött hasznot.
A Korn első lemeze a Virginnél a See You on the Other Side volt, amit 2005. december 6-án adtak ki, és 3. helyen debütált a Billboard 200-on, közel 221 000 db-bal. Az album 34 héteg volt a top 100-ban. Az első kislemez a Twisted Transistor volt, amit egy David Meyers által rendezett videóklip kísért, amiben rapzenészek alakították a Kornt: Xzibit, Lil Jon, Snoop Dogg és David Banner. A kislemez is harmadik helyen debütált a Billboard Mainstream Rock Tracks listáján, a legjobb kislemez debütálása ez volt a Kornnak, és 9. helyen a Modern Rock-listán. A második kislemez, a Coming Undone klipjét Little X rendezte, aki korábban csak hiphop- és R&B-klipeket készített. A See You on the Other Side egyszeres platina lett az USA-ban, és több mint 2-milliót adtak el belőle világszerte.
Az együttes tartott egy sajtókonferenciát a Hollywood Forever Cemeteryben (hollywoodi hírességek temetője) 2006. január 13-án, amelyen bejelentették a See You on the Other Side turnét. A 10 Yearst és a Mudvayne-t választották nyítóegyüttesnek az összes helyszínhez, ami a szülővárosukban, Bakersfieldben kezdődött február 26-án, amit a város polgármestere, Harvey Hall hivatalosan "Korn-napnak" nevezett el. A Family Values Tour újraindulását 2006. április 16-án jelentették be, amin a Korn, a Deftones, a Stone Sour, a Flyleaf, és a japán metálegyüttes, a Dir en grey voltak a főbb előadók. A 2007-es Family Values Touron a Korn, az Evanescence, az Atreyu, a Flyleaf, a Hellyeah és a Trivium játszottak a nagyszínpadokon.
Miközben Európában népszerűsítettek a See You on the Other Side-ot, Jonathan Davist Idiopathic thrombocytopenic purburával diagnosztizálták (kevés vérlemezkeképződés), ami miatt nem léphetett fel a hírhedt Download Festivalon, de az együttes többi tagja fellépett vendégénekesekkel, mint pl. Corey Taylorral a Slipknotból és a Stone Sourból, Benji Webbe-vel a Skindredből, és M. Shadowsszal az Avenged Sevenfoldból. Emiatt a Kornnak le kellett mondania a hátralévő Európai koncerteket 2006-ban, beleértve a Hellfest Summer Open Airt. Akkor ismeretlen volt, hogy milyen betegsége van, de később egy levélben felfedte, hogy veszélyesen kevés vérlemezkéje volt, és nagy volt a kockázata az elvérzéses halálnak. A betegsége már nem volt hatással a 2006-os Family Values Tourra.

### Címtelen album, MTV Unplugged – Silveria távozása (2006-2008)
2006. december elején az együttes bejelentette, hogy az alapító dobos, David Silveria meghatározatlan ideig kilép a Kornból. Utána, 9-én az MTV Times Square-nél lévő stúdiójában a Korn egy akusztikus koncertet adott, ami része lett az MTV Unplugged szériájának. 2007. február 23-án meg lehetett tekinteni az MTV.com-on keresztül, március 2-án pedig az amerikai, európai és az ázsiai MTV csatornákon. Egy 50 fős tömeg előtt a Korn 14 dalt adott elő. Néhány számban megjelentek vendégzenészek, a The Cure, és Amy Lee az Evanescence-ből. A Korn kiadott egy lemezt erről a fellépésről, amin csak 11 szám szerepelt, amiből kettőt nem lehetett látni az MTV-n. A lemez 9. helyen debütált 51 000 eladott példánnyal.
A Korn címtelen, nyolcadik albuma 2007. július 31-én jelent meg, második helyen debütált 123 000 példánnyal. Az album csak arany lett 500 000 db-bal. Ezután lejárt az egyedi szerződésük a Virginnel. Az albumon a turnékon játszó Zac Baird is zenélt, ami a daloknak mélyebb, atmoszferikus hangzást adott. Több ember dobolt, köztük Jonathan, Terry Bozzio és Brooks Wackerman a Bad Religionből. A slipknotos Joey Jordison dobolt a koncerteken, míg Ray Luzier fel nem váltotta őt. Az Evolutiont és a Hold Ont kiadták kislemezként, hogy népszerűsítsék az albumot, amik a negyedik és kilencedik helyen debütáltak a Mainstream Rock Tracks listán. A harmadik kislemezt, a Kisst limitáltan adták ki 2008. áprilisában, amit egy hónap után nem lehetett hallani a rádiókban. Korn feldolgozta a "Kidnap the Sandy Claws" című számot 2007-ben, amit eredetileg Paul Reubens, Catherine O'Hara és Danny Elfman szerzeménye. A Nightmare Revisited című albumon jelent meg, ami a Karácsonyi lidércnyomás filmzenéinek feldolgozásait tartalmazza.

### Remember Who You Are (2008-2011)
A Ubisoft 2007. októberében bejelentette, hogy a Korn írt egy dalt, amit a Ubisoft játéka inspirált, a Haze, a szám címe is Haze lett, amit 2008. április 22-én jelentettek be.
A Korn kiadott egy új élőkoncert-DVD-t, Korn: Live in Montreux 2004, amin még az eredeti felállás szerepel. A lemez 2008. május 12-én jelent meg. Ráadásul egy második válogatásalbum is megjelent április 29-én, a Playlist: The Very Best of Korn.
2009. február 12-én bejelentették, hogy játszani fognak Rock Festen, Cadottban és a Rock on the Range-en is Colombusban. Később a Korn megerősítette, hogy fellépnek a Download Festivalon, amit az Egyesült Királyságban rendeznek meg, a Faith No More mögött ők voltak a második számú produkció, úgymint a németországi Rock am Ring és Rock im Park zenei fesztiválon is.
Egy YouTube-videóban Fieldy beszélt egy "Chi dal"-ról, ami pénzgyűjtés céljából készült, amit a Deftones gitárosának, Chi Chengnek szánnak, aki 2008-as autóbalesete után kómába esett. Fieldy közölte, hogy a Slipknot gitárosa, Jim Root, Clint Lowery a Sevendustból, a Machine Head dobosa, Dave McClain, és a korábbi Korn-gitáros, Head is közreműködött a produkcióban.
Ezután bejelentették, hogy Ray Luzier hivatalosan is teljes jogú tag a Kornban, és ír dalokat az új albumhoz. Egy nemrég elhangzott interjúban Ross Robinson felfedte, hogy ő lesz ennek az albumnak a producere (így a harmadik Korn-albuma lesz). Közölte, hogy miután végeznek az Escape From the Studio Tour turnéval, 2009 végén, ő is visszamegy a stúdióba, elkezd dalokat írni, és elkezdik felvenni a már kész számokat. Miután kijavítottak minden hibát és minden ötletüket felhasználták, illetve Ross leellenőrizte, összeállítják az albumot, és valószínűleg 2010 elején kiadják. 2010. március 15-én bejelentették a Ballroom Blitz Tourt és az új album címét, ami Korn III: Remember Who You Are lett. Később a hónap végén, Munky közölte hogy a Korn hivatalosan is aláírt a Roadrunner Recordshoz. Jonathan Davis így érvelt: "A Roadrunnerhöz fogunk menni. Ez nagyon izgalmas számunkra is, mert ők egy az utolsó lemezkiadók közül, akik hagyják azt csinálni, amit akarsz a zenéddel, és az összes nagyszerű előadó náluk van, és úgy tűnik minden nagyon jól fog alakulni, és egy jó hely lesz nekünk is." Korn közölte a számok listáját 2010. április 24-én és május 5-én, Roadrunner Records kiadott egy promóciós kislemezt az Oildale (Leave Me Alone)-t interneten. A kislemezt kiadták rádiós sugárzáshoz is, és a tizedik helyen jutott a Billboard Mainstream Rock Songs listáján és 29.-ig Alternative Songs listán. Korn megjelentette a videóklipet a "Oildale (Leave Me Alone)"-hoz május 31-én. Júliusban Korn előadta "Oildale (Leave Me Alone)"-t és bemutatta a következő kislemezt is, a "Let the Guilt Go"-t, a Jimmy Kimmel Live! című show-műsorban. A Korn III: Remember Who You Are július 13-án jelent meg az USA-ban. Második helyen debütált a Billboard 200-on 63 000 eladott lemezzel. Korn előadta a "Let the Guilt Go"-t a késő esti beszélgetős TV műsorban, a Lopez Tonightban augusztus 24-én. A dal videó klipje szeptember 2-án jelent meg. A dalt Grammy-díjra is jelölték "Legjobb metálteljesítmény" kategóriában, de elvesztette az Iron Maiden El Doradójával szemben. A Korn szerepelt a Music as a Weapon V turnén a Disturbeddel 2011 telén. A turnén részt vett még számos ismert előadó, mint például a Sevendust vagy az In This Moment. A "Pop a Pill" című dalt tervezték kiadni harmadik kislemezként a Korn III: Remember Who You Are albumról, de ismeretlen okok miatt nem jelent meg.

### Tizedik album, The Path of Totality (2011-2013)
James Shaffer közölte, hogy elkezdtek új dalokat írni a következő albumhoz, és pár demót már fel is vettek. Azt mondta, hogy az egyik szám hasonlít a korai Soundgarden szerzeményeire, a többi pedig még nagyon korai, kísérletező fázisban van. Az interneten híresztelni kezdték, hogy Brendan O'Brien lesz a producer, aki a negyedik albumuké, az Issuesé is volt. 2010 végén Jon Davis közölte egy interjúban az ARTISTdirecttel, hogy egy dalt felvettek, ami tartalmaz akusztikus gitárt (először egy Korn-szerzeményben), aminek a címe "Lullaby for a Sadist" (Altatódal egy szadistának).
A Korn a dubstepelőadóval, Skrillexszel készített egy közös számot, aminek a címe Get Up!, és április 14-én jelent meg, Spin magazinon keresztül. Jelenleg letölthető a modlife.com/korn oldalról ingyen (192 Kb/s minőségben), (emiatt az oldal szerverei összeomlottak, mert olyan sokan szerették volna letölteni), korábban a Roadrunner Records oldaláról is letölthető volt április 18-án ugyancsak ingyenesen. A Korn a nyáron több koncertet tervez, amelyek megtekinthetőek a hivatalos oldalukon.
A teljes lemez 2011. december 2-án jelent meg Európában és december 6-án az USA-ban. Az eredeti kiadvány 11 számot tartalmaz, de van egy bővített kiadás, amin kettő plusz szám található, ezenkívül a Korn Live: The Encounter c. DVD is megtalálható abban a kiadásban. Az album fogadtatása nagyon vegyes, van aki teljesen elutasítja, ám van, akinek nagyon megtetszett ez a dubsteppel kevert metal.
Jonathan már vagy három évvel azelőtt is dubstepet hallgatott, amúgy is szereti az elektronikus tánczenéket. Én is bírtam azokat a rockegyütteseket, akik behozták az elektronikát, mint a Nine Inch Nails, a Ministry vagy a Marilyn Manson. Szóval ez nagyon különböző volt a Korn addigi zenéjétől, ugyanakkor egy kihívás is. Ráadásul hamar megszerettem az új dalokat, és imádom élőben játszani őket.

Persze ez nem mindenkinek tetszik, de nem akarunk mindig ugyanúgy szólni. Például itt az AC/DC, az egyik kedvenc együttesem, ami ugyanazt a lemezt csinálja meg újra és újra, de én olyan zenekarban szeretnék játszani, ami képes mindig megújulni.
- nyilatkozta Ray Luzier az új albumról.

### Tizenegyedik album
A hírek szerint, és ezt a Korn tagjai is alátámasztják, már elkezdték írni az új dalokat, főleg Jonathan Davis dolgozik rajtuk nagyon erőteljesen. Nem fogja az előző lemez, a The Path of Totality stílusát folytatni.
"Egyelőre ez még nem alakult ki, hogy pontosan milyen lesz, de az biztos, hogy nem fogjuk ugyanazt a lemezt kétszer megcsinálni; még ha lesznek is elemek, amiket átveszünk majd az előzőből. De nagyon izgatott vagyok az új számok miatt." – mondta Ray Luzier
Head 2013-ban visszatért a zenekarba, ami így újra ötfős lett. Az albumot pedig 2013 nyarának a végére ígérték.

### The Paradigm Shift (2013-)
A Paradigm Shift immár a második lemez, mely nem új utakat jár be, hanem sokkal inkább a nu metal keresztapák egy korábbi korszakára utal.

## Stílus
Stephen Thomas Erlewine szerint a Korn sok együttes jellegzetességeit használja fel, ilyenek például a Pantera, a Jane’s Addiction, a Rage Against the Machine, a Primus, a Helmet, a Faith No More, a Mr. Bungle, Mike Patton, az Anthrax, a Public Enemy és az N.W.A.. Chery Lynette Keyes szerint a Korn hangzása az acid rap stílusú Eshamtól származik. A Korn elsők között volt a metálegyüttesek között, akik keverték a kemény hangzást a hiphoppal, de mégis észrevehetetlen az összhangzásban a hiphop, egy új metálirányzatot megteremtve.
A Kornt a nu metal megteremtőjének is szokták nevezni, az együttes tagjainak különböző nézetei vannak erről a megnevezésről. Fieldy egyetért ezzel, de Jonathan nem:

„Sok klónunk van, de engedd, hogy megmagyarázzam… Nos, én utálom a nu metal kifejezést. Mi mindig csak egy zenekar voltunk, amelyik rockzenét játszott. Nem szerettük, ha metal bandának hívtak, mi csak Korn vagyunk. Az emberek akkor használják ezeket a kifejezéseket, amikor nem tudnak valamit megmagyarázni, de a nu metal… amikor a sok együttes elkezdett olyan zenét játszani mint mi, akkor született a nu-metal. Nekünk nincs semmi dolgunk vele igazán, érzem. Én nem akarom a Red Hot Chili Peppers-t funk bandának hívni, és mi sem vagyunk metal vagy nu metal, mi Korn vagyunk. A nu metal csak egy kifejezés, ami nem jelent semmit.”

2012-ben Ray Luzier a Sziget Fesztivál-i fellépésük előtt ezt nyilatkozta erről a tárgyról:
Én ezt a nu metal dolgot sose értettem: '94-ben sem csinált senki olyan zenét, mint a Korn, és most sem. De ez olyasmi, minthogy már a dubstep egyes változataira is azt mondják, hogy brostep, meg még ki tudja mit. Ezek a stílusnevek mindig jönnek, de a lényeg úgyis a zene.
A Korn ismert egyedi hangzásáról, a skótduda használatáról, ami metálegyütteseknél szokatlan, Jonathan különböző énektechnikáiról, például a scatról, amit főleg dzsesszben használnak, Jonathan egyedi és utánozhatatlan hangjáról, Head és Munky héthúrosgitár-használatáról, egyáltalán a játéktechnikájukról, stílusukról, a mélyebbre hangolt gitárokról. Egyesek azt mondják, hiányoznak a gitárszólók, de ez csak felületes, nem zenészhallgatók szerint van így. Például a Twisted Transistorban is nagyon jól el van rejtve egy szóló. Ezeknek és még sok millió sajátosságaiknak köszönhetik sikerüket.
Szövegvilága leginkább a fájdalomról, a kirekesztettségről, a magányról szól. Az első két album, a Korn és a Life Is Peachy a tönkretett gyerekkoról szólnak, jól tükrözi ezeket az albumzáró dalok, a Daddy az elsőről és a Kill You a másodikról. Az előbbi Jonathan Davis gyerekkori erőszakolásáról, és annak nemtörődéséről, míg utóbbi a mostohaanyja iránti gyűlöletről, aki ott tett keresztbe neki, ahol tudott. A Follow the Leadertől kezdve fontosabb szerepet kaptak a felnőttkori csalódások a szövegekben.
Az első 3-4 évében a Korn tv és rádió támogatása nélkül is nagy rajongótábort szerzett magának, és sok későbbi ismert előadóra is nagy hatást gyakorolt: Slipknot, Evanescence, Seether, Machine Head, One Minute Silence, Kittie, Endo, Taproot, Mudvayne, Crazy Town, Otep, System of a Down, Hoobastank, Linkin Park, Five Pointe O, Lacuna Coil, Chris Volz, Videodrone, Theory of a Deadman, Thousand Foot Krutch, Avenged Sevenfold, Breaking Benjamin, Disturbed, Bleed the Sky, Papa Roach, Coal Chamber, Emmure, Staind, Suicide Silence, Cold, Impending Doom, Limp Bizkit, Drowning Pool, Three Days Grace and Flyleaf.

## Jelentőségük a zenetörténelemben
A "Stílus" részben van egy rövidebb összefoglaló a leghíresebb zenekarokról, akikre a Korn hatott, de ettől sokkal nagyobb szerepük volt a zenetörténelemben.

A 90-es években kezdtek el zenélni, amikor mindenki tudja, hogy a Grunge "halála", hanyatlása után a médiában megkezdődött a "metáltalanítás" a médiában, egyre kevesebbet lehetett heavy metal, vagy rock stílusú zenét hallani a rádióból, vagy a tévéből. A Korn, sok más zenekarral együtt, mégse adta fel, hanem megpróbált valami újat, korszakteremtőt alkotni. Nekik sikerült is. Médiatámogatás nélkül is három-négy év alatt több millió rajongót szereztek maguknak világszerte, akik feljuttatták őket a Billboard 200-ra, és akiknek köszönhetően lehetett Kornt, ezáltal metalt hallani a rádióból. Ezenkívül elsők között fedezték fel az internet nyújtotta lehetőségeket, a múlt évezred végén, így ott is rengeteg rajongót szereztek. Ezzel a metal egyik megmentőjének is hívhatjuk őket, jogosan. Elképzelni is rossz, mi lett volna a stílus sorsa, ha nem jönnek ők, és persze sok más zenekar.

A Korn mára a zene egyik meghatározó alakjává, és megkerülhetetlen klasszikusává nőtte ki magát. Ezt sok mindennek köszönhetik, többek között az egyedi, félreismerhetetlen stílusuknak.

## Kapcsolatuk aLimp Bizkittel
Ezt a két zenekart tartják a nu metal megteremtőinek. Egy véletlennek tűnő dolog következtében ismerkedtek össze, Jonathan Davis és Brian Welch ugyanis egyszer betértek Fred Durst tetoválószalonjába. Fred ugyanis elismert tetoválóművész volt. Fred átadott nekik egy demókazettát, amit Jonathan továbbított Ross Robinsonnak, a producerüknek, a "nu metal keresztapjának", aki később a Limp Bizkitnek is a producere lett. Sokat koncertezett és turnézott együtt a két zenekar.

## Fellépéseik Magyarországon
Már többször felléptek hazánkban: 2007-es VOLT fesztiválon, illetve a 2005-ös, 2012-es és 2014-es Sziget Fesztiválon. A 2012. augusztus 9-én, a Sziget Fesztivál keretein belül előadott másfél órás koncertet YouTube-on végig lehetett nézni, és le lehetett tölteni. Az alapító tagok közül csak Jonathan Davis és James Shaffer lépett fel, mivel Reginald Arvizu otthonában volt, negyedik gyermekét várta. A Mudvayne akkori basszusgitárosa, Ryan Martinie helyettesítette.

## Diszkográfia
- 1994: Korn
- 1996: Life Is Peachy
- 1998: Follow the Leader
- 1999: Issues
- 2002: Untouchables
- 2003: Take a Look in the Mirror
- 2005: See You on the Other Side
- 2007: Címtelen Korn album
- 2010: Korn III: Remember Who You Are
- 2011: The Path of Totality
- 2013: The Paradigm Shift
- 2016: The Serenity of Suffering
- 2019: The Nothing
- 2022: Requiem

## Díjak és jelölések
A Korn 2021-ig világszerte több mint negyvenmillió albumot adott el, ebből 16 milliót az USA-ban. Az együttes 2 Grammy-díjat szerzett meg a 6 jelölés közül, az egyiket a Freak on a Leashért a „Legjobb rövid változatú videóklip” kategóriában, a másikat a Here To Stay-ért a „Legjobb metálelőadás" kategóriában. A Korn két MTV Video Music Awards-díjat kapott meg a tíz jelölésből, mindkettőt a Freak on a Leashért a „Legjobb rockvideó”, és „Legjobb szerkesztés” kategóriákban. Az USA-n kívül a Korn az MTV Asia Awardson a Twisted Transistorért nyerte meg a „Kedvenc videó” díjat. Összesen 6 díjat kapott meg a 20 jelölésből.
Grammy-díjak:
| Év   | Jelölt munka       | Kategória                         | Eredmény |
| ---- | ------------------ | --------------------------------- | -------- |
| 1997 | Shoots and Ladders | Legjobb metálteljesítmény         | jelölt   |
| 1998 | No Place to Hide   | Legjobb metálteljesítmény         | jelölt   |
| 2000 | Freak on a Leash   | Legjobb hard rock teljesítmény    | jelölt   |
| 2000 | Freak on a Leash   | Legjobb rövid változatú videóklip | megnyert |
| 2003 | Here to Stay       | Legjobb metálTeljesítmény         | megnyert |
| 2004 | Did My Time        | Legjobb metálTeljesítmény         | jelölt   |
| 2010 | Let The Guilt Go   | Legjobb metálTeljesítmény         | jelölt   |

MTV Asia Awards:
| Év   | Jelölt munka       | Kategória     | Eredmény |
| ---- | ------------------ | ------------- | -------- |
| 2006 | Twisted Transistor | Kedvenc videó | megnyert |

MTV Europe Music Awards:
| Év   | Jelölt munka | Kategória                 | Eredmény |
| ---- | ------------ | ------------------------- | -------- |
| 2006 | Korn         | Legjobb alternatív előadó | jelölt   |

MTV Video Music Awards:
| Év   | Jelölt munka         | Kategória                  | Eredmény |
| ---- | -------------------- | -------------------------- | -------- |
| 1999 | Freak on a Leash     | Legjobb rockvideó          | megnyert |
| 1999 | Freak on a Leash     | Legjobb szerkesztés        | megnyert |
| 1999 | Freak on a Leash     | Áttörő videó               | jelölt   |
| 1999 | Freak on a Leash     | Legjobb rendezés           | jelölt   |
| 1999 | Freak on a Leash     | Legjobb speciális effektek | jelölt   |
| 1999 | Freak on a Leash     | Legjobb művészi irány      | jelölt   |
| 1999 | Freak on a Leash     | Legjobb cinematográfia     | jelölt   |
| 1999 | Freak on a Leash     | Közönség-díj               | jelölt   |
| 2000 | Falling Away From Me | Legjobb rockvideó          | jelölt   |
| 2002 | Here to Stay         | Legjobb rockvideó          | jelölt   |

MuchMusic Video Awards:
| Év   | Jelölt munka     | Kategória                | Eredmény |
| ---- | ---------------- | ------------------------ | -------- |
| 1999 | Freak on a Leash | Legjobb nemzetközi videó | jelölt   |
| 2002 | Here to Stay     | Legjobb nemzetközi videó | megnyert |

## Tagok
A Korn stabil felállású, 5 tagú együttes volt ideje nagy részében. Head távozása után, a koncerteken több ember is kisegítette őket, akik nem számítanak az együttes tagjainak. Ezek az emberek 2005-ben állati maszkokat – ami a See You on the Other Side stílusán, illusztrációin alapult – és fekete ruhákat hordtak, amivel azt kívánták elérni, hogy ne nézzenek rájuk úgy, mint az együttes szerves részére. 2007 nagy részén maszk nélkül voltak, de feketére volt festve az arcuk, különböző fehér mintákkal. 2008 elejétől ezeken a koncerteken lévő tagok arcfestés nélkül és normális ruhában játszanak, a korábbi fekete helyett.

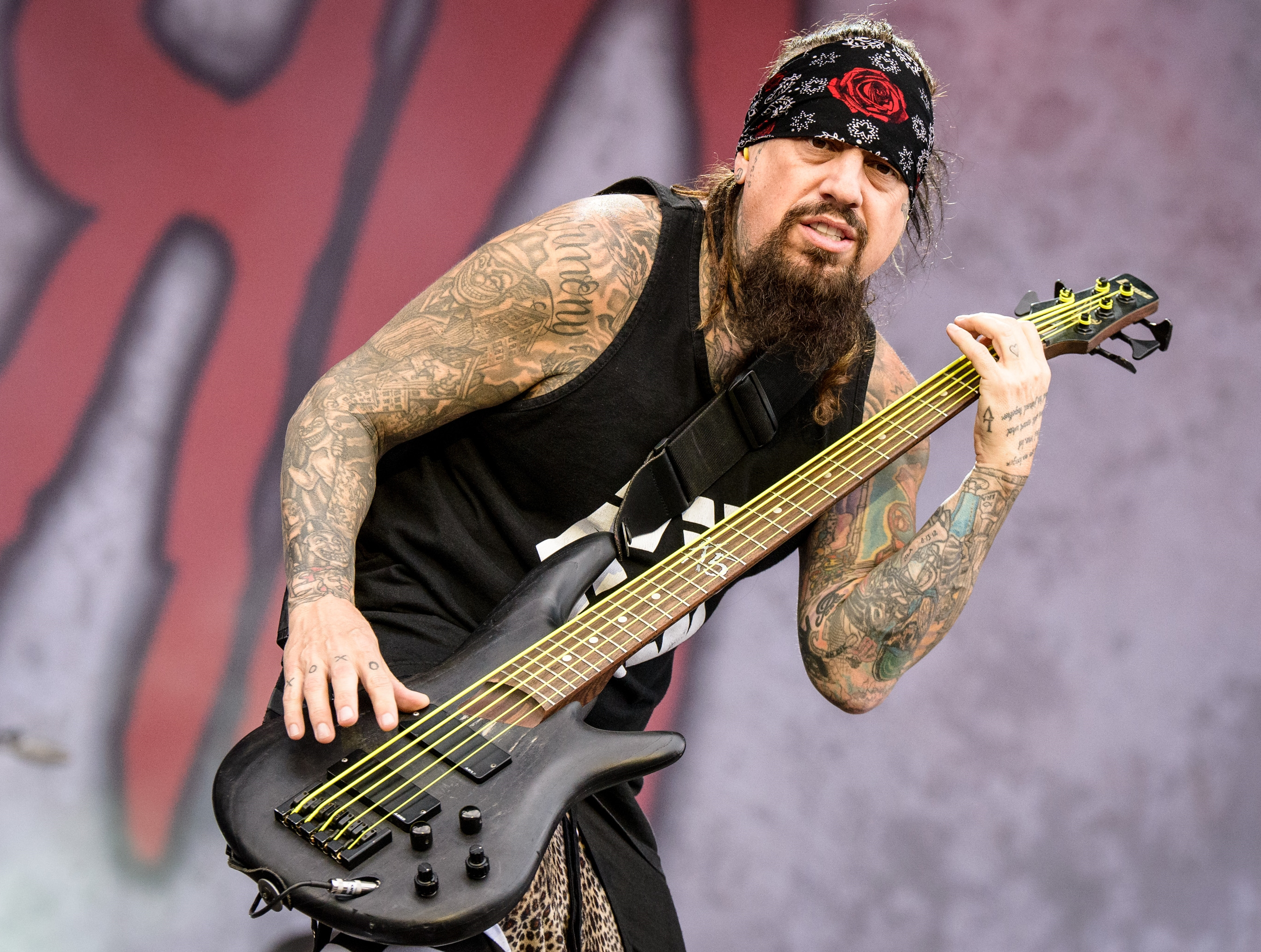
Reginald „Fieldy“ Arvizu
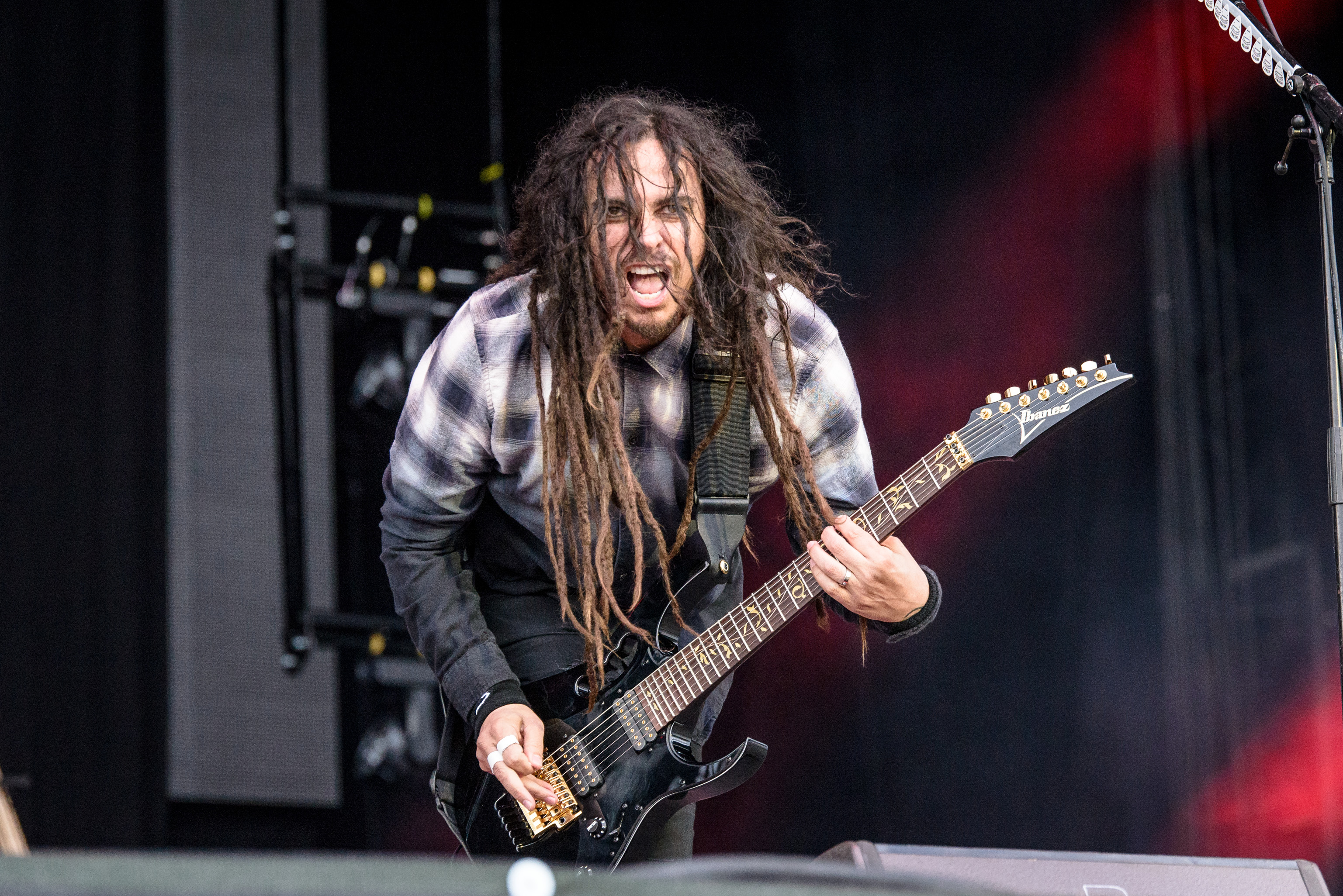
James „Munky“ Shaffer
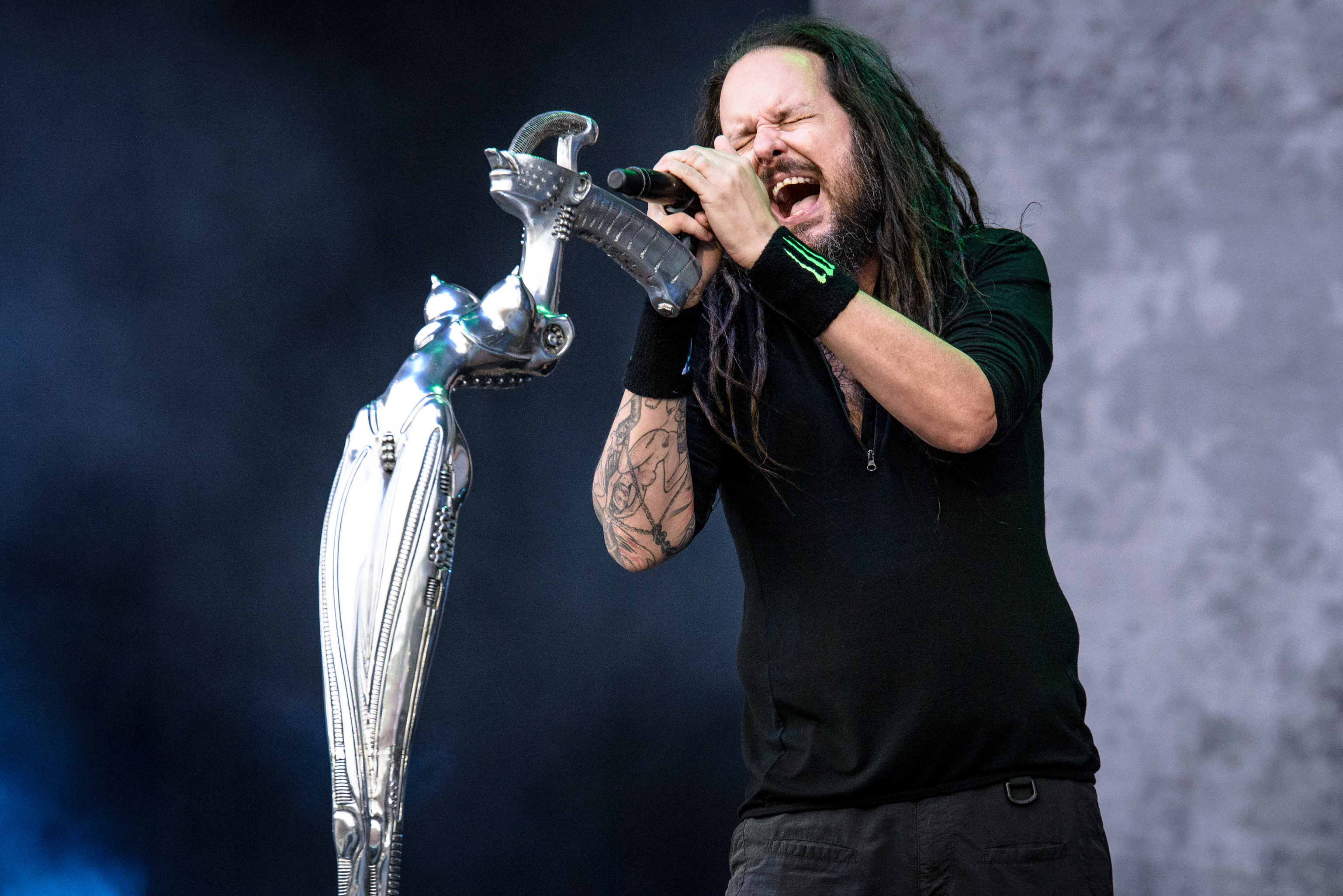
Jonathan Davis
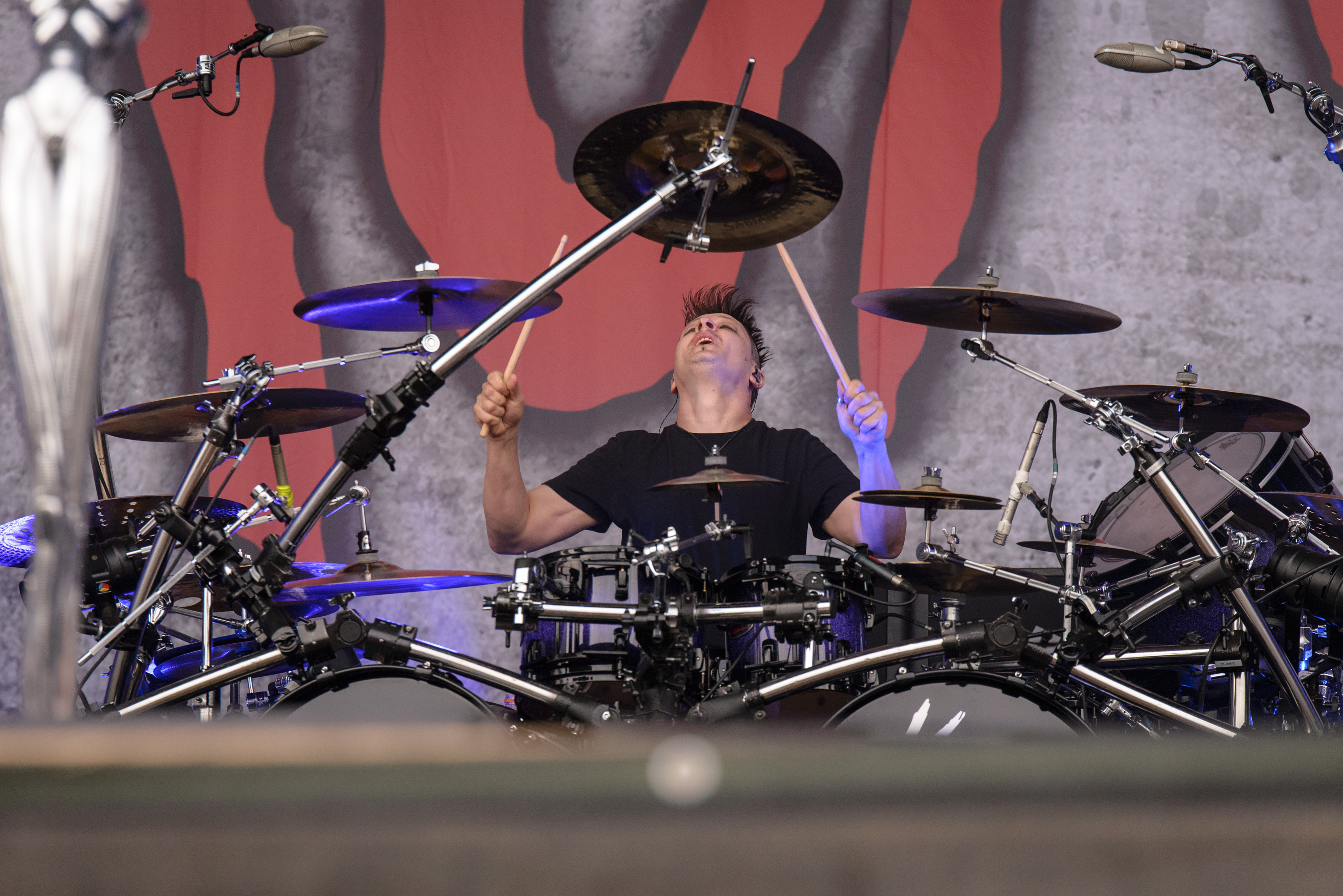
Ray Luzier
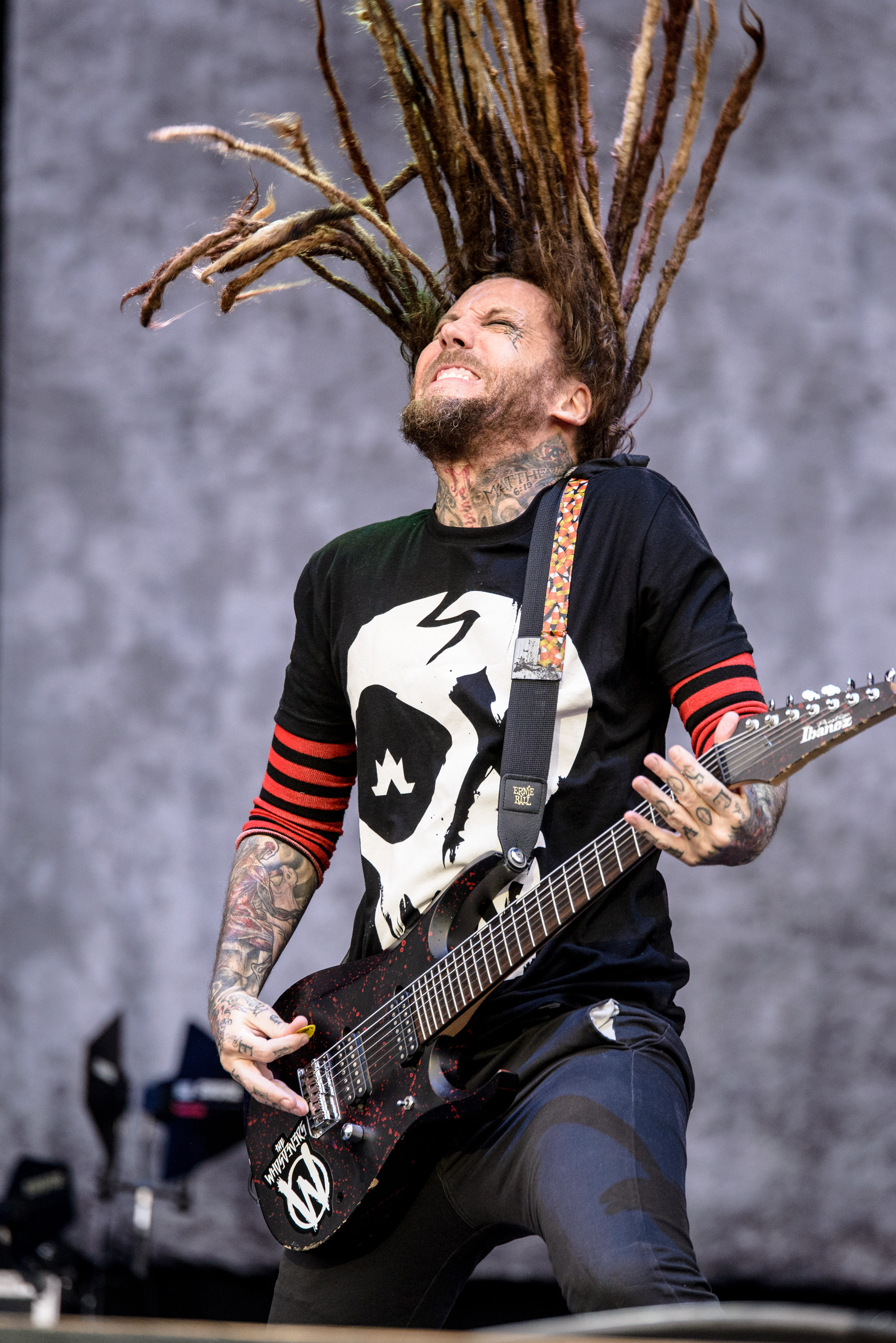
Brian „Head“ Welch

jelenlegi
- Jonathan Davis – ének, skót duda (1993– )
- Reginald Fieldy Arvizu – basszusgitár (1993– )
- James Munky Shaffer – gitár, ritmusgitár (1993– )
- Ray Luzier – dobok, ütőhangszerek (2007– )[84]
- Brian Head Welch – gitár (1993–2005, 2013–)

korábbi
- David Silveria – dobok, ütőshangszerek (1993–2007)

back-up együttes – csak koncerten játszó tagok
- Shane Gibson – gitár (2008– )
- Zac Baird – szintetizátor, zongora, háttérénekes (2006– )

## Fordítás
- Ez a szócikk részben vagy egészben  a   Korn című angol Wikipédia-szócikk fordításán alapul.  Az eredeti cikk szerkesztőit annak laptörténete sorolja fel. Ez a jelzés csupán a megfogalmazás eredetét és a szerzői jogokat jelzi, nem szolgál a cikkben szereplő információk forrásmegjelöléseként.